# Anton Andersson
För andra betydelser, se Anton Andersson (olika betydelser).
Anton Andersson, född 12 mars 1981 i Luleå, är en svensk friidrottare (tresteg).

## Karriär
Andersson är uppväxt i Halmstad och började träna friidrott i IFK Halmstad. 2002 flyttade han till Göteborg och Örgryte IS för att få bättre träningsmöjligheter. 
Vid Inomhus-EM 2002 i Wien deltog Andersson men slogs ut i kvalet i tresteg, med 15,85. Vid U23-EM i Bydgoszcz, Polen år 2003 slogs han ut i kvalet med 14,51.
Han sågs länge som en stor talang i tresteg men först efter flera år av skadebeskymer slog Andersson till vid SM-tävlingarna i Eskilstuna 2007 med ett nytt personligt rekord på 17,10 (personligt rekord med 61 cm). Hoppet, som placerade honom som trea i Sverige genom tiderna, gav Andersson en plats i den svenska VM-truppen inför VM i Osaka. Där misslyckades han dock att nå final efter att ha hoppat 16,48.
Anton Andersson utsågs 2008 till Stor grabb/stor tjej nummer 496 i friidrott.

## Personliga rekord
| Utomhus - Höjdhopp – 1,92 (Halmstad 24 maj 1998) - Längdhopp – 7,74 (Västerås 12 augusti 2000) - Tresteg – 17,10 (Eskilstuna 12 augusti 2007) | Inomhus - Längdhopp – 7,35 (Bollnäs 5 februari 2000) - Tresteg – 16,39 (Malmö 17 februari 2002) - Tresteg – 16,39 (Malmö 16 februari 2002) |